# Kolaholmen
Kolaholmen är en halvö i Finland. Den ligger i Sjundeå i landskapet Nyland, i den södra delen av landet, 40 km väster om huvudstaden Helsingfors.